# Амарвір Дхесі
Амарвір (Амар) Сінгх Дхесі (англ. Amarveer (Amar) Singh Dhesi; нар. 2 вересня 1995, Суррей, Британська Колумбія) — канадський борець вільного стилю, чемпіон та срібний призер Панамериканських чемпіонатів, чемпіон Ігор Співдружності, учасник Олімпійських ігор.

## Життєпис
Боротьбою почав займатися з 2000 року. У 2010 році став бронзовим призером Панамериканського чемпіонату серед кадетів. У 2014 році здобув чемпіонські титули Панамериканського чемпіонату серед юніорів та чемпіонату світу серед юніорів.
Виступає за борцівський клуб «Burnaby Mountain» Бернабі. Тренер — Джон Пінеда (з 2011).

## Спортивні результати на міжнародних змаганнях

### Виступи на Олімпіадах
| Змагання                    | Збірна | Вагова категорія           | Місце |
| --------------------------- | ------ | -------------------------- | ----- |
| Літні Олімпійські ігри 2020 | Канада | вільна боротьба, до 125 кг | 13    |
| Літні Олімпійські ігри 2024 | Канада | вільна боротьба, до 125 кг | 9     |

### Виступи на Чемпіонатах світу
| Змагання                        | Збірна | Вагова категорія           | Місце |
| ------------------------------- | ------ | -------------------------- | ----- |
| Чемпіонат світу з боротьби 2018 | Канада | вільна боротьба, до 125 кг | 17    |
| Чемпіонат світу з боротьби 2021 | Канада | вільна боротьба, до 125 кг | 13    |
| Чемпіонат світу з боротьби 2022 | Канада | вільна боротьба, до 125 кг | 5     |

### Виступи на Панамериканських чемпіонатах
| Змагання                                   | Збірна | Вагова категорія           | Місце  |
| ------------------------------------------ | ------ | -------------------------- | ------ |
| Панамериканський чемпіонат з боротьби 2020 | Канада | вільна боротьба, до 125 кг | Срібло |
| Панамериканський чемпіонат з боротьби 2022 | Канада | вільна боротьба, до 125 кг | Золото |

### Виступи на Кубках світу
| Змагання                    | Збірна | Вагова категорія           | Місце |
| --------------------------- | ------ | -------------------------- | ----- |
| Кубок світу з боротьби 2020 | Канада | вільна боротьба, до 125 кг | 8     |

### Виступи на Іграх Співдружності
| Змагання                | Збірна | Вагова категорія           | Місце  |
| ----------------------- | ------ | -------------------------- | ------ |
| Ігри Співдружності 2022 | Канада | вільна боротьба, до 125 кг | Золото |

### Виступи на Чемпіонатах світу серед студентів
| Змагання                                        | Збірна | Вагова категорія           | Місце |
| ----------------------------------------------- | ------ | -------------------------- | ----- |
| Чемпіонат світу з боротьби серед студентів 2016 | Канада | вільна боротьба, до 125 кг | 6     |

### Виступи на інших змаганнях
| Змагання                                                        | Збірна | Вагова категорія           | Місце  |
| --------------------------------------------------------------- | ------ | -------------------------- | ------ |
| Кубок Канади з боротьби 2014                                    | Канада | вільна боротьба, до 125 кг | Срібло |
| Кубок Канади з боротьби 2016                                    | Канада | вільна боротьба, до 125 кг | Золото |
| Гран-прі Іспанії з боротьби 2016                                | Канада | вільна боротьба, до 125 кг | Срібло |
| Відкритий чемпіонат Польщі з боротьби 2018                      | Канада | вільна боротьба, до 125 кг | 7      |
| Меморіал Вацлава Циолковського 2019                             | Канада | вільна боротьба, до 125 кг | Золото |
| Інтерконтинентальний кубок з боротьби 2019                      | Канада | вільна боротьба, до 125 кг | Бронза |
| Міжнародний меморіал Білла Фаррелла 2019                        | Канада | вільна боротьба, до 125 кг | Бронза |
| Меморіал Маттео Пелліконе 2020                                  | Канада | вільна боротьба, до 125 кг | Срібло |
| Олімпійський кваліфікаційний турнір з боротьби 2020 (Оттава)    | Канада | вільна боротьба, до 125 кг | Срібло |
| Меморіал Маттео Пелліконе 2021                                  | Канада | вільна боротьба, до 125 кг | Золото |
| Відкритий чемпіонат Загреба з боротьби 2024                     | Канада | вільна боротьба, до 125 кг | 13     |
| Олімпійський кваліфікаційний турнір з боротьби 2024 (Акапулько) | Канада | вільна боротьба, до 125 кг | Золото |

### Виступи на змаганнях молодших вікових груп
| Змагання                                                 | Збірна | Вагова категорія           | Місце  |
| -------------------------------------------------------- | ------ | -------------------------- | ------ |
| Панамериканський чемпіонат з боротьби серед кадетів 2010 | Канада | вільна боротьба, до 85 кг  | Бронза |
| Панамериканський чемпіонат з боротьби серед юніорів 2014 | Канада | вільна боротьба, до 120 кг | Золото |
| Чемпіонат світу з боротьби серед юніорів 2014            | Канада | вільна боротьба, до 120 кг | Золото |